# Romanicul în Transilvania

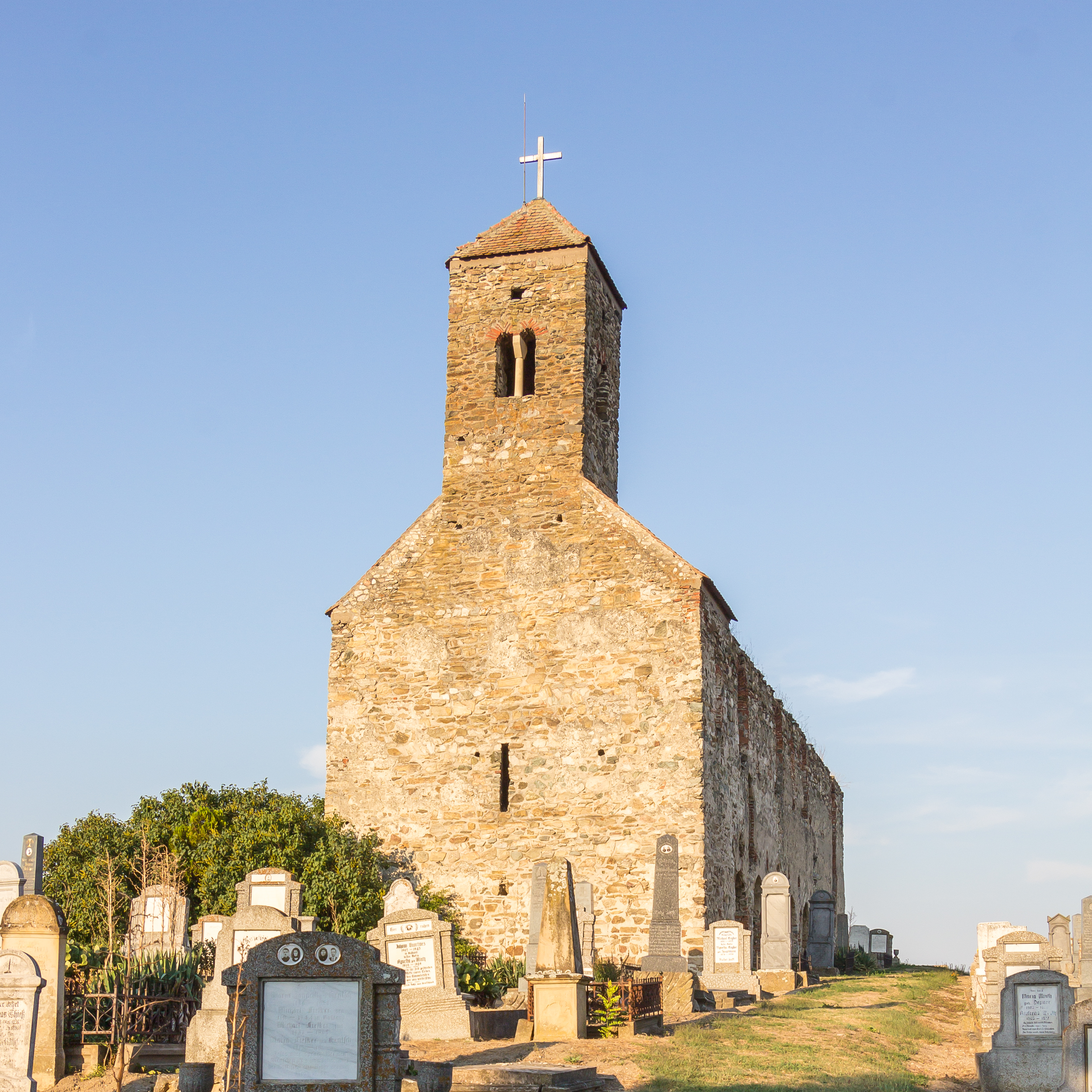
Bazilica romanică din Gârbova, județul Alba (sec. al XIII-lea)

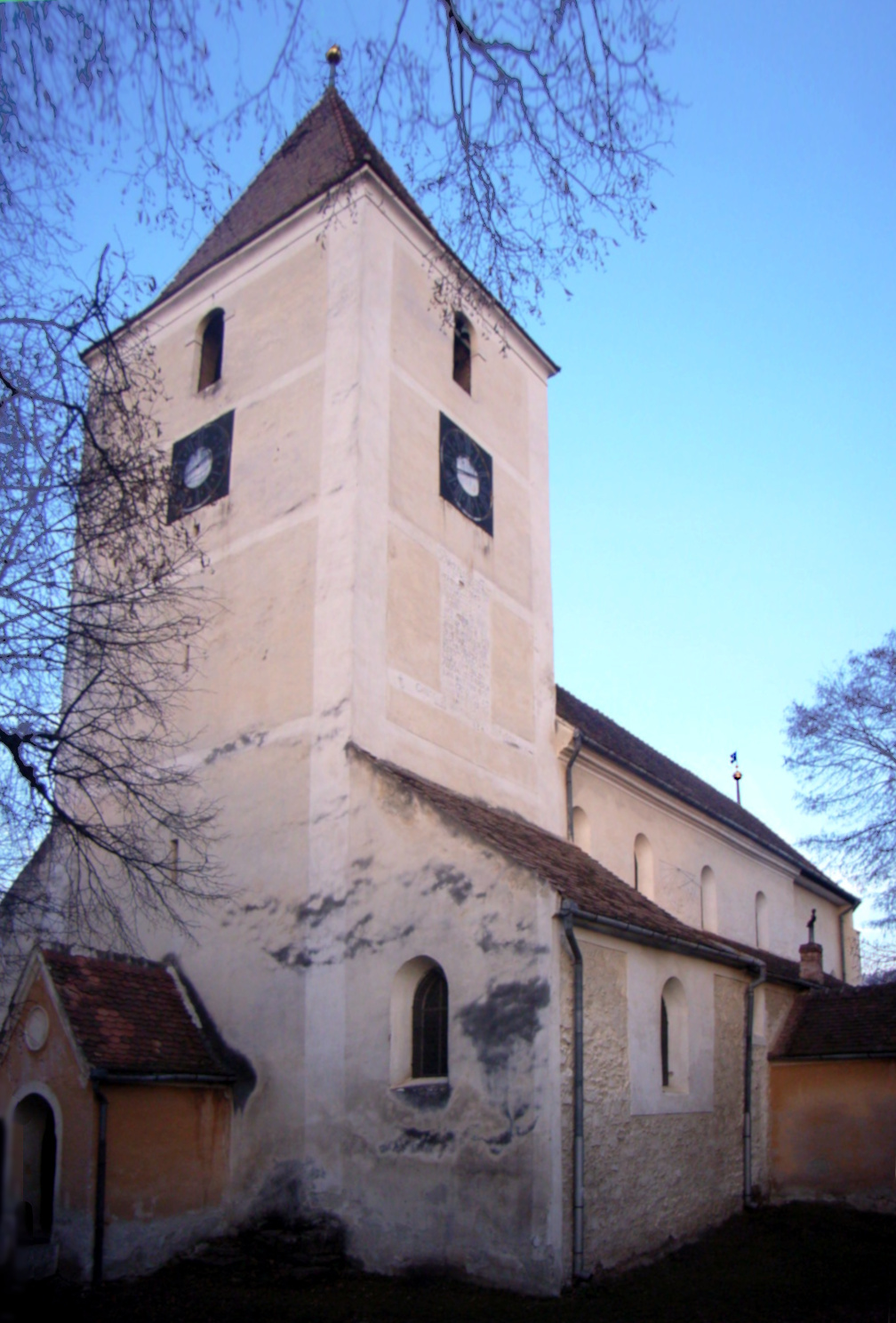
Biserica romanică din Gușterița (inițial sub patronajul Sf. Elisabeta de Turingia), monument de sec. al XIII-lea

Portalul Bisericii "Sf. Mihail" din Cisnădioara

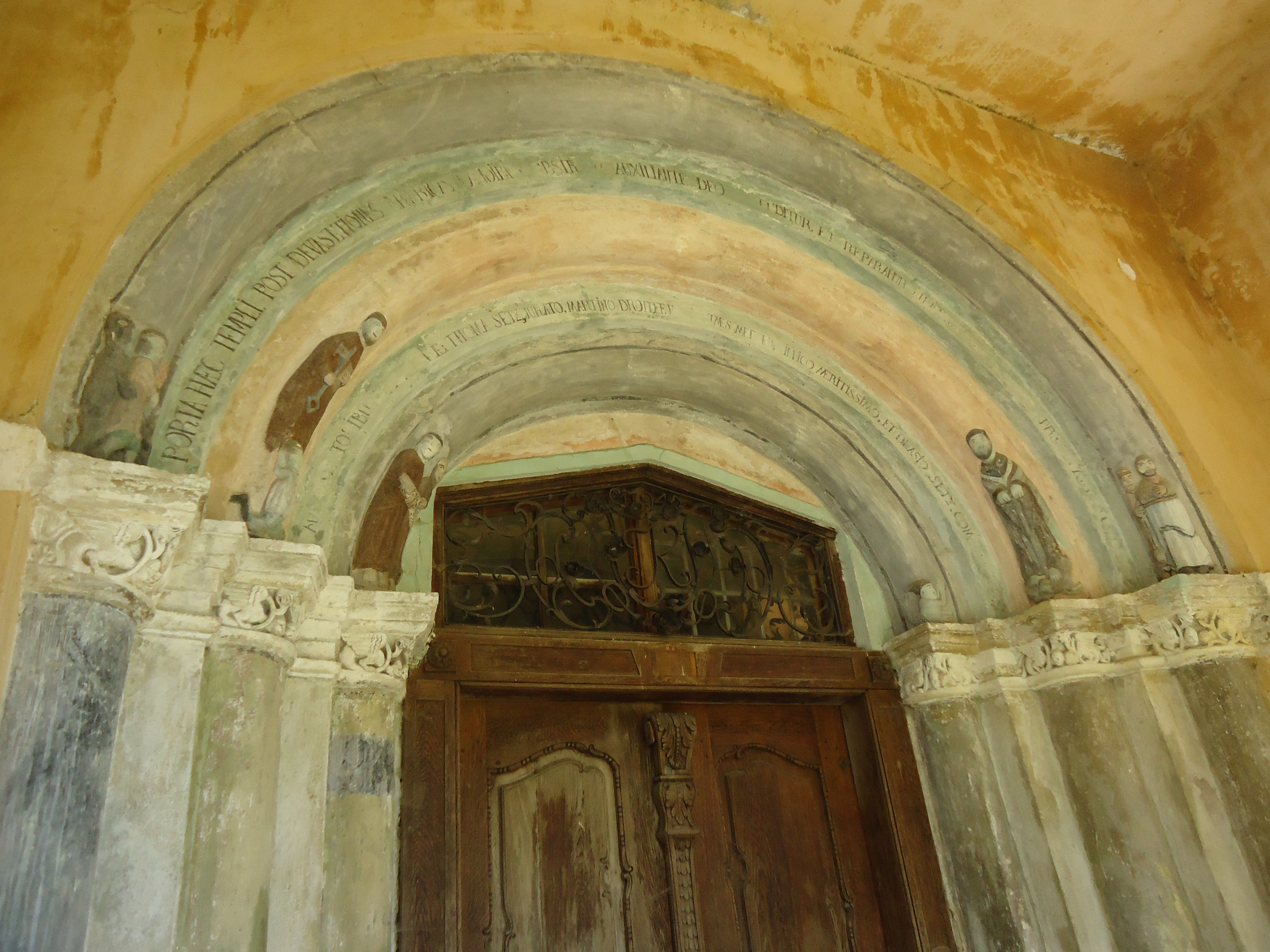
Portalul romanic al Bisericii fortificate din Hosman, cu reprezentarea Sfântului Petru ținând cheia raiului (în stânga imaginii)

Romanicul din Transilvania, reprezentat în special de arhitectura ecleziastică (sacrală), dar și de unele reprezentări ale artei plastice, a pătruns prin intermediul unor șantiere benedictine din secolele XII-XIII. Majoritatea edificiilor au fost distruse în timpul marii invazii mongole, după care fie au căzut în ruină, fie au fost reclădite în stil gotic.

## Istoric
Primul monument romanic atestat cert este Catedrala "Sf. Mihail" din Alba Iulia (sfârșitul sec. al XI-lea). 
În zona Sibiului există de asemenea o serie de bazilici cu trei nave, de inspirație renană (Cisnădioara, Cisnădie, Gușterița, Noul Săsesc etc.).
În nordul Transilvaniei principalele monumente romanice sunt inspirate din șantierul benedictin de la Pannonhalma, tot din categoria bazilicilor cu trei nave (Acâș, Herina etc.).

## Edificii romanice din Transilvania

### Lăcașuri de cult
- Catedrala „Sfântul Mihail” din Alba Iulia
- Biserica reformată din Acâș (fostă mănăstire benedictină)
- Biserica reformată din Bădești
- Biserica fortificată din Cincu
- Biserica „Sfântul Mihail” din Cisnădioara
- Biserica evanghelică din Herina
- Biserica reformată din Luncani
- Biserica „Adormirea Maicii Domnului” din Strei
- Biserica reformată din Uileacu Șimleului (fostă mănăstire benedictină)

### Edificii laice (civile sau militare)
- Donjonul Cheresig (județul Bihor), donjonul de la Petersdorf și de la Cetatea Greavilor din Gârbova (județul Alba).
- Cetățile Feldioara (județul Brașov), Cetatea Trascăului (județul Alba), Câlnic (județul Alba) și Deva (județul Hunedoara).

Toate aceste construcții romanice laice datează din secolul al XIII-lea.

## Itinerariul european Transromanica
Consiliul Europei a inclus în anul 2007 Catedrala Sfântul Mihail din Alba Iulia în itinerariul european Transromanica, de punere în valoare a arhitecturii romanice.

## Galerie

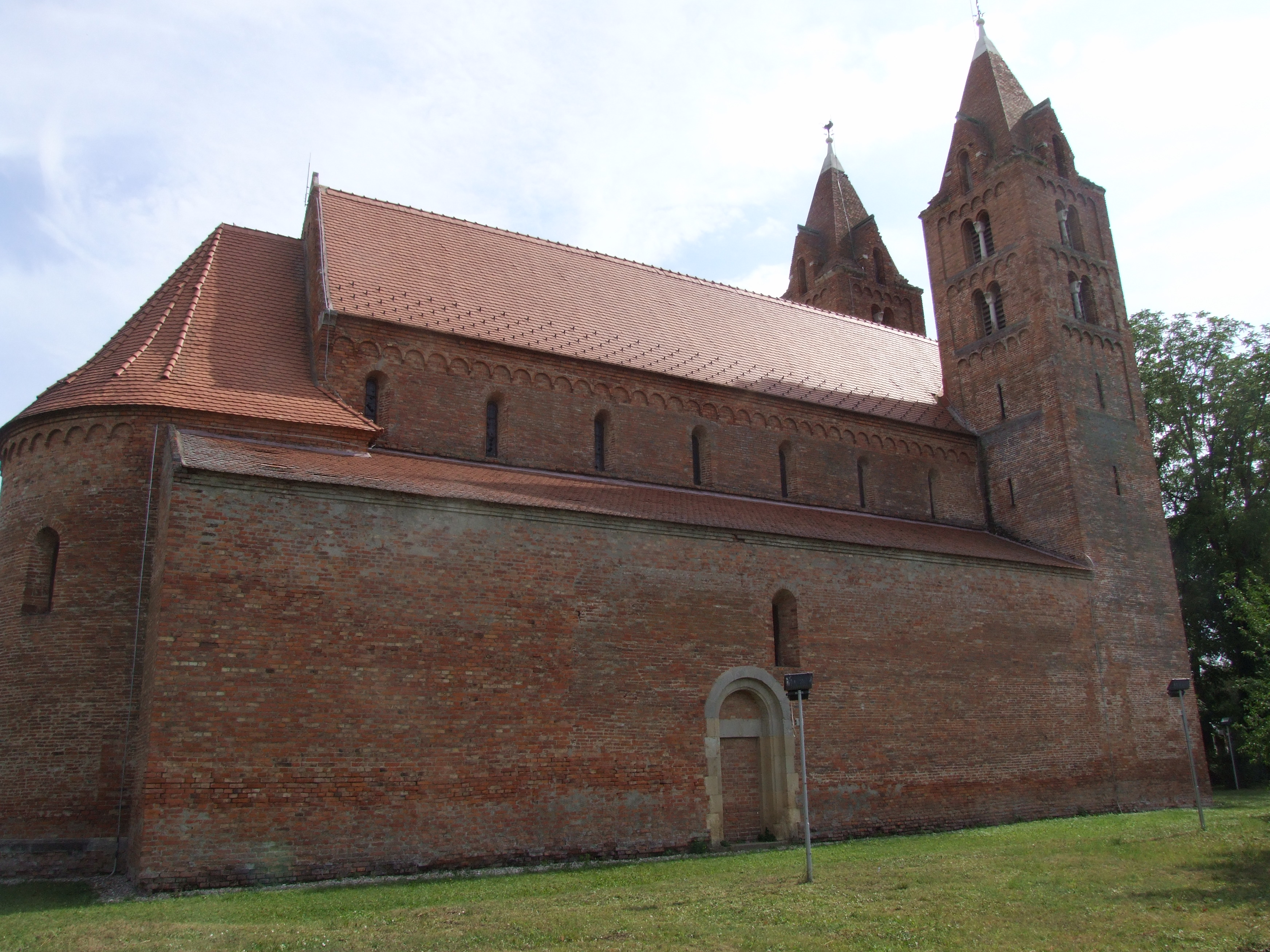
Biserica reformată din Acâș
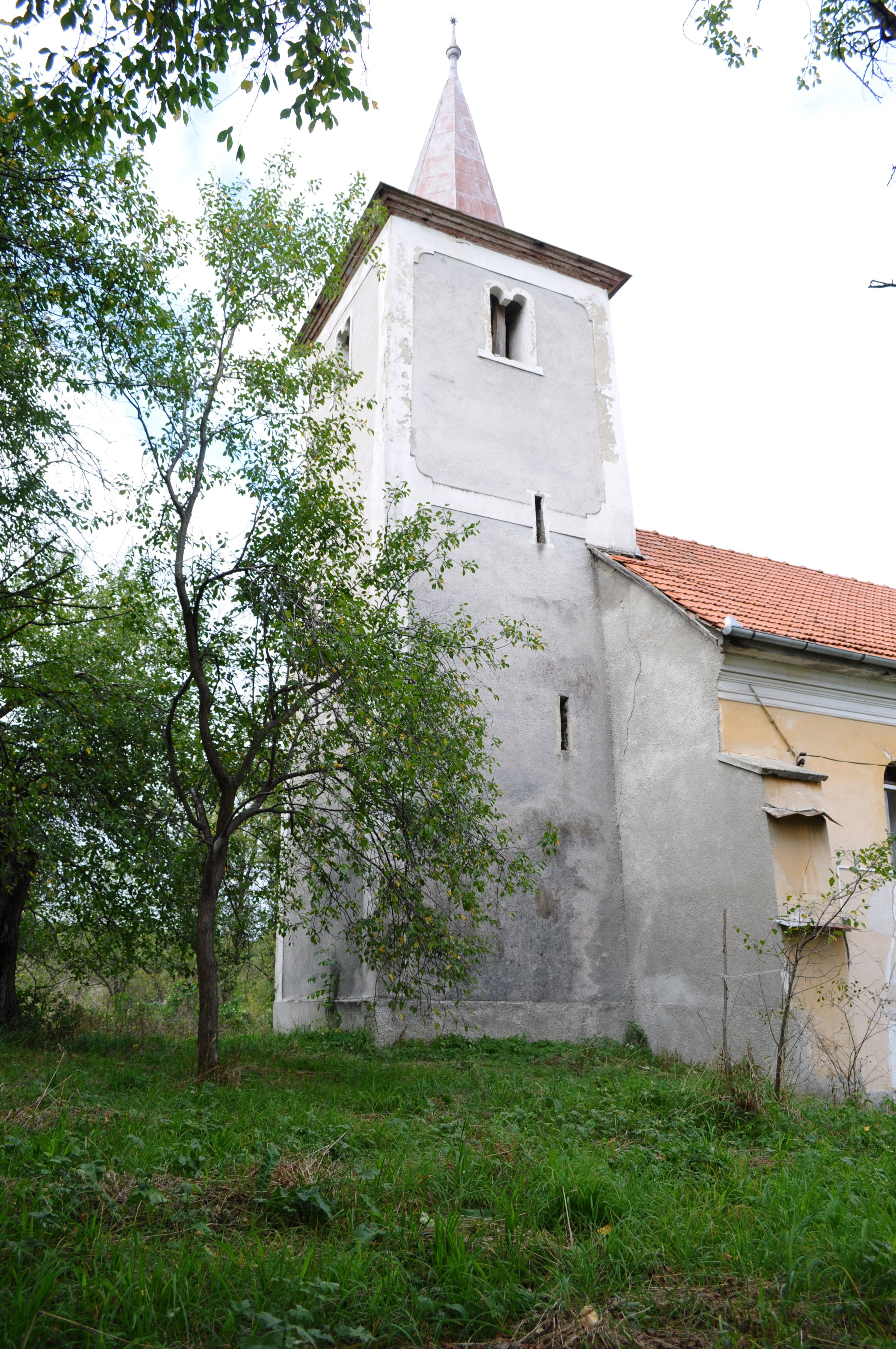
Biserica reformată din Bădești
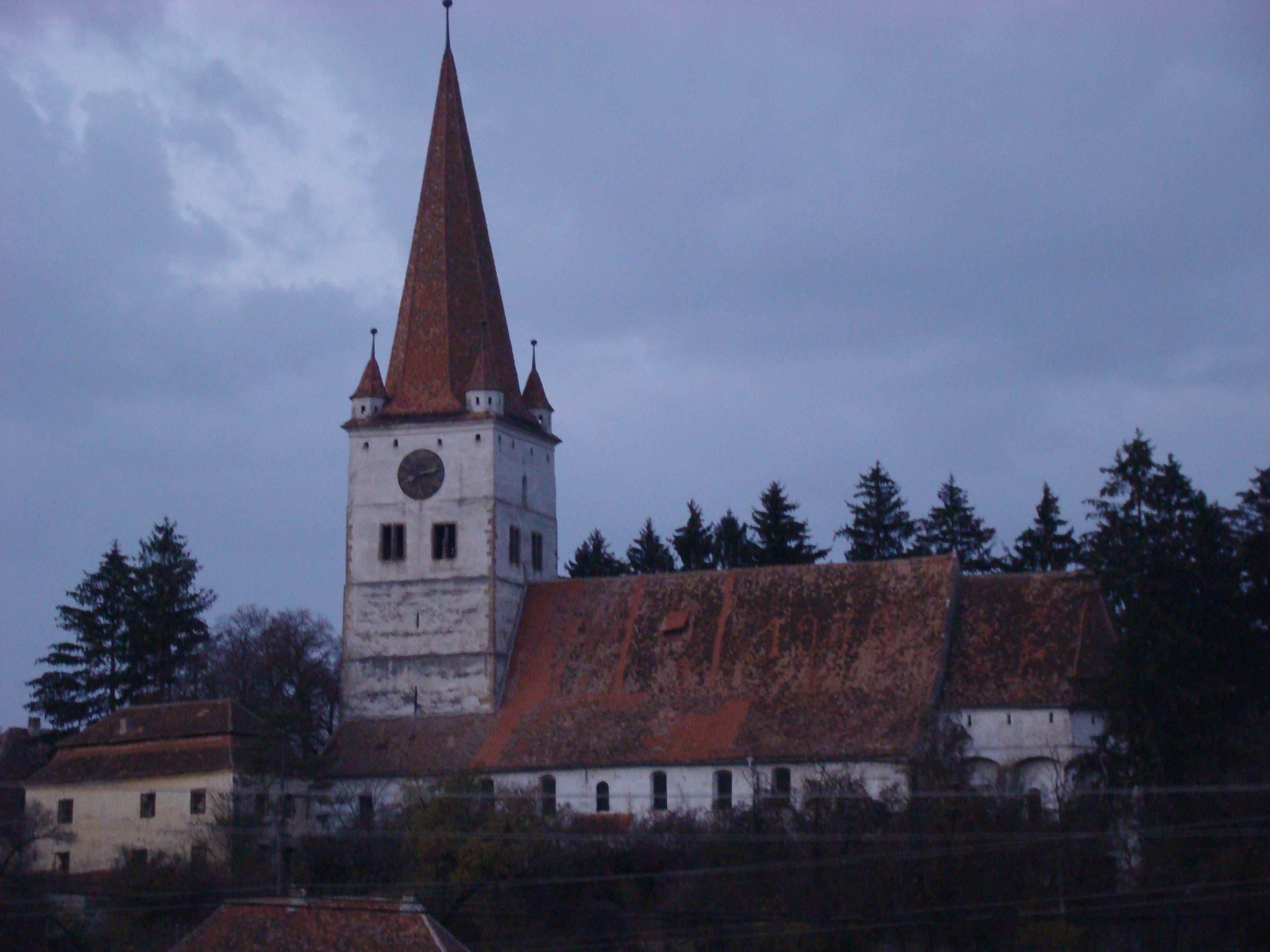
Biserica fortificată din Cincu
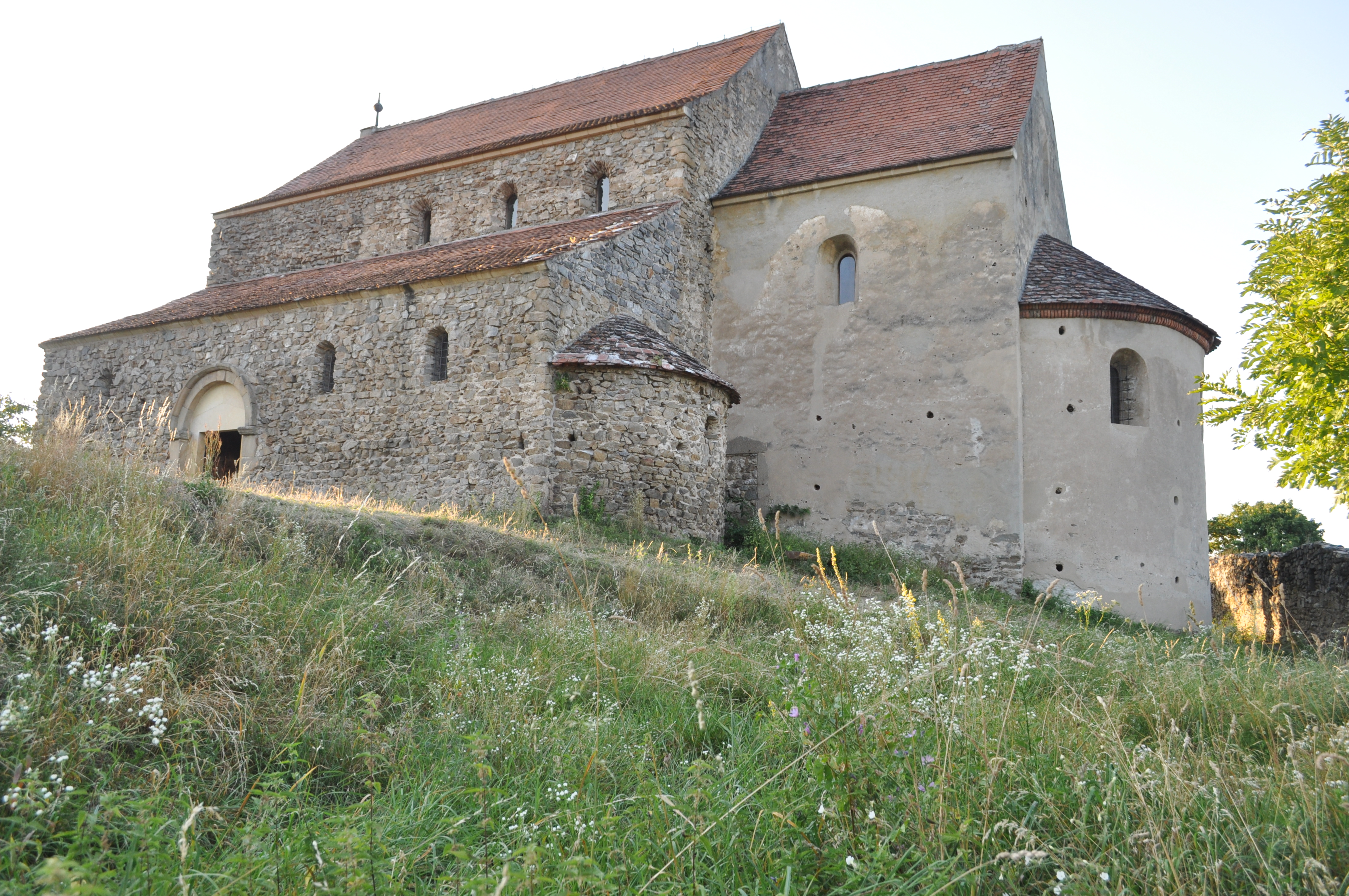
Biserica "Sfântul Mihail" din Cisnădioara
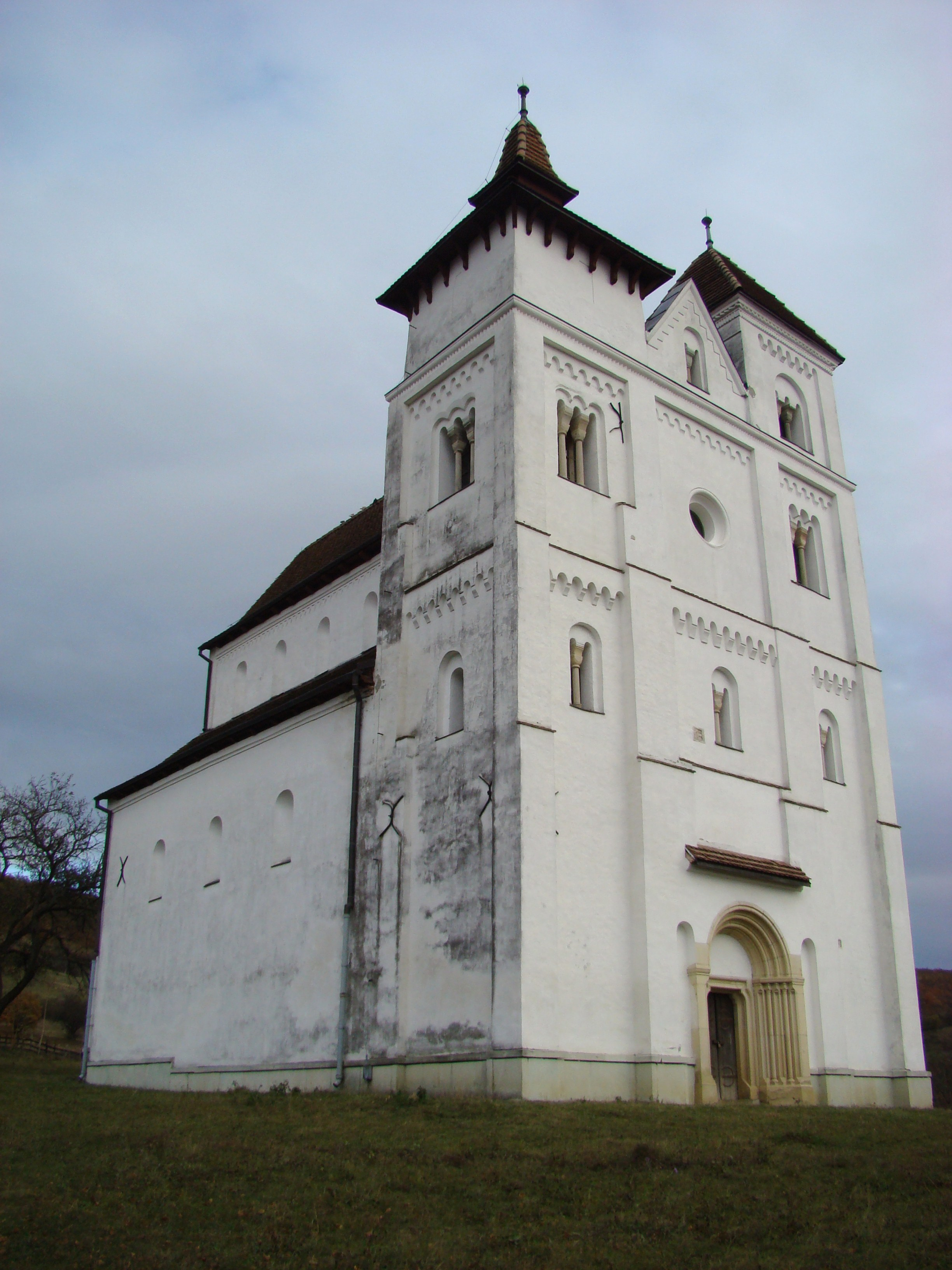
Biserica evanghelică din Herina
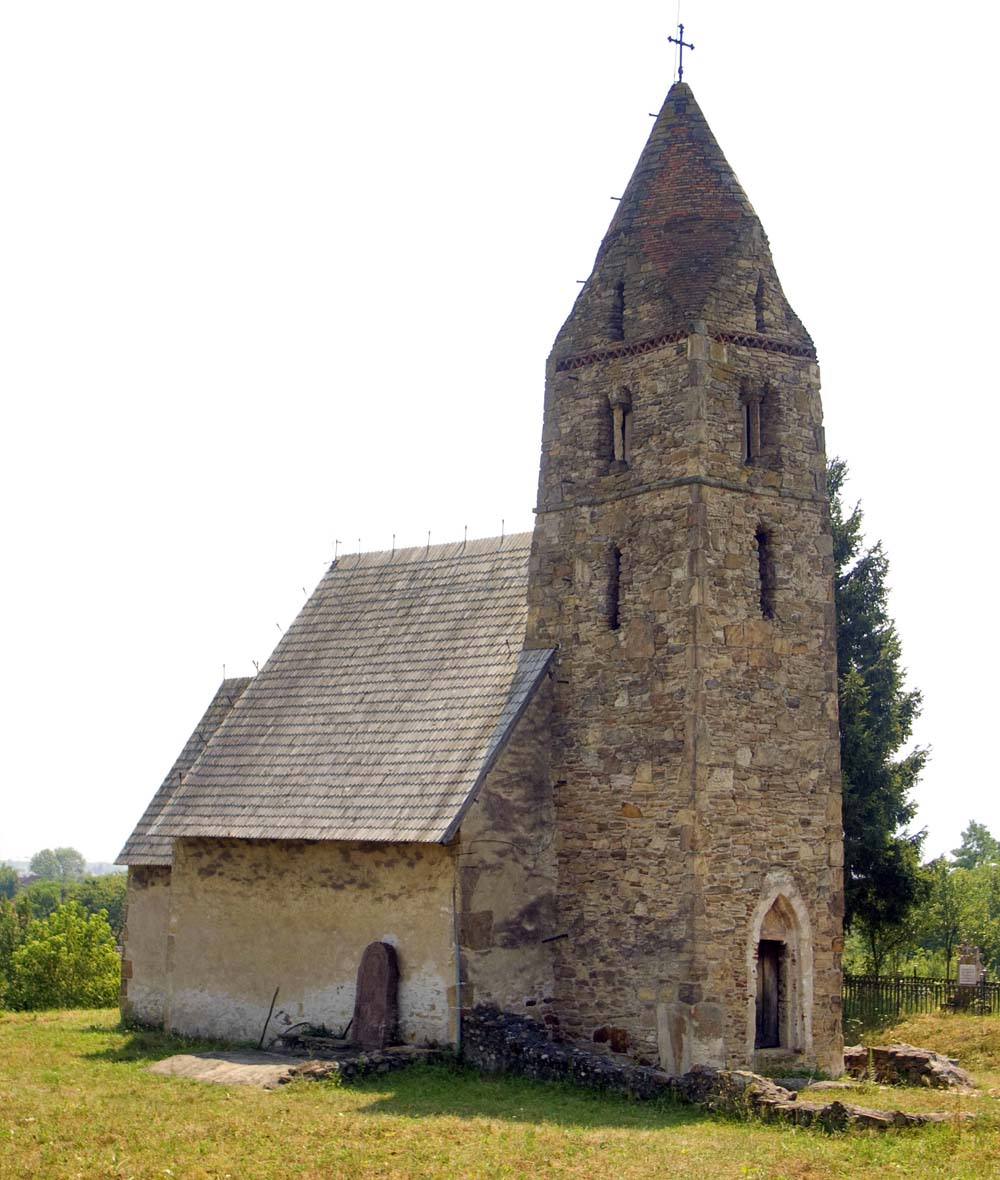
Biserica "Adormirea Maicii Domnului" din Strei
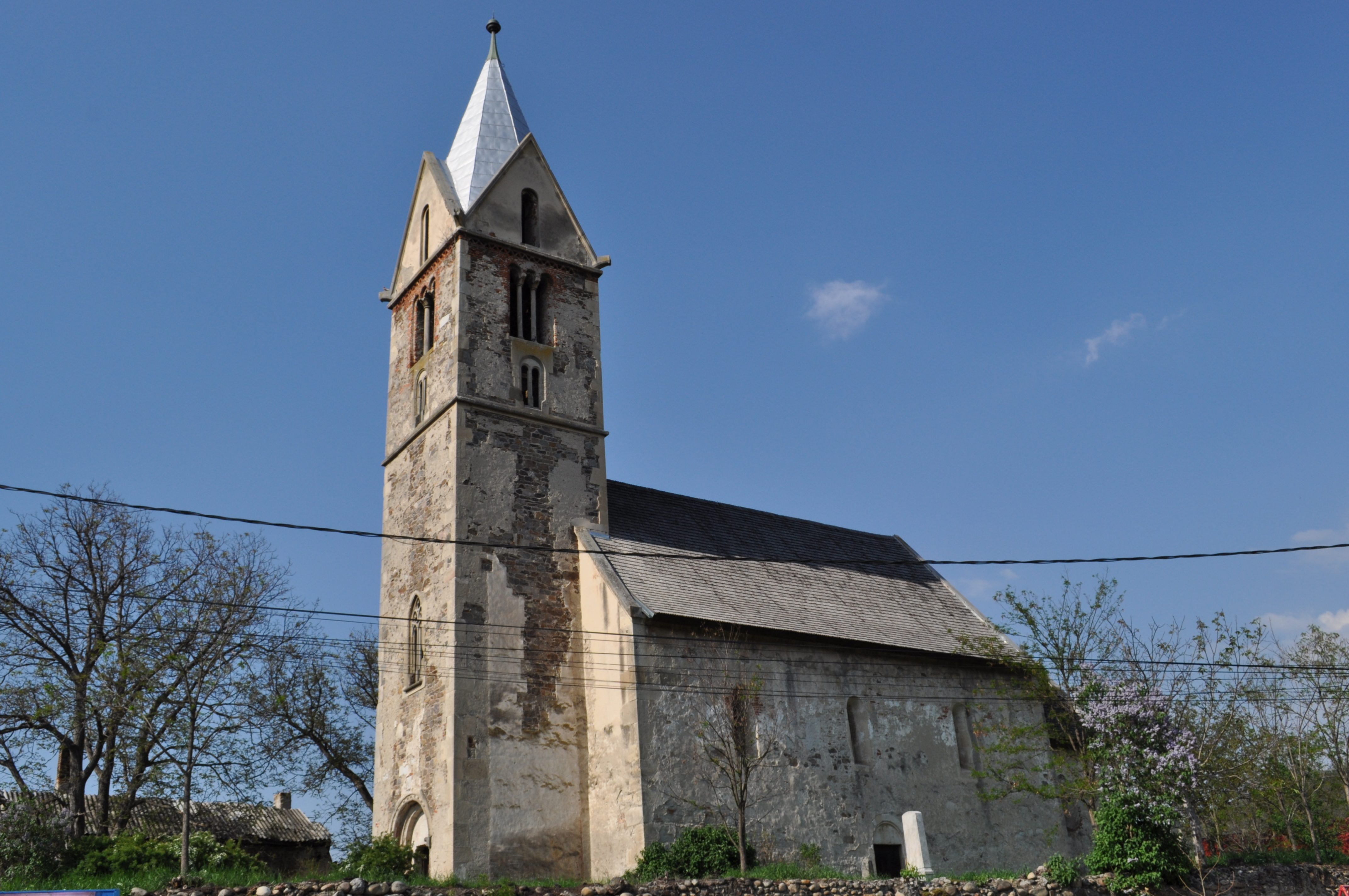
Biserica cnezilor Cândea din Sântămăria-Orlea
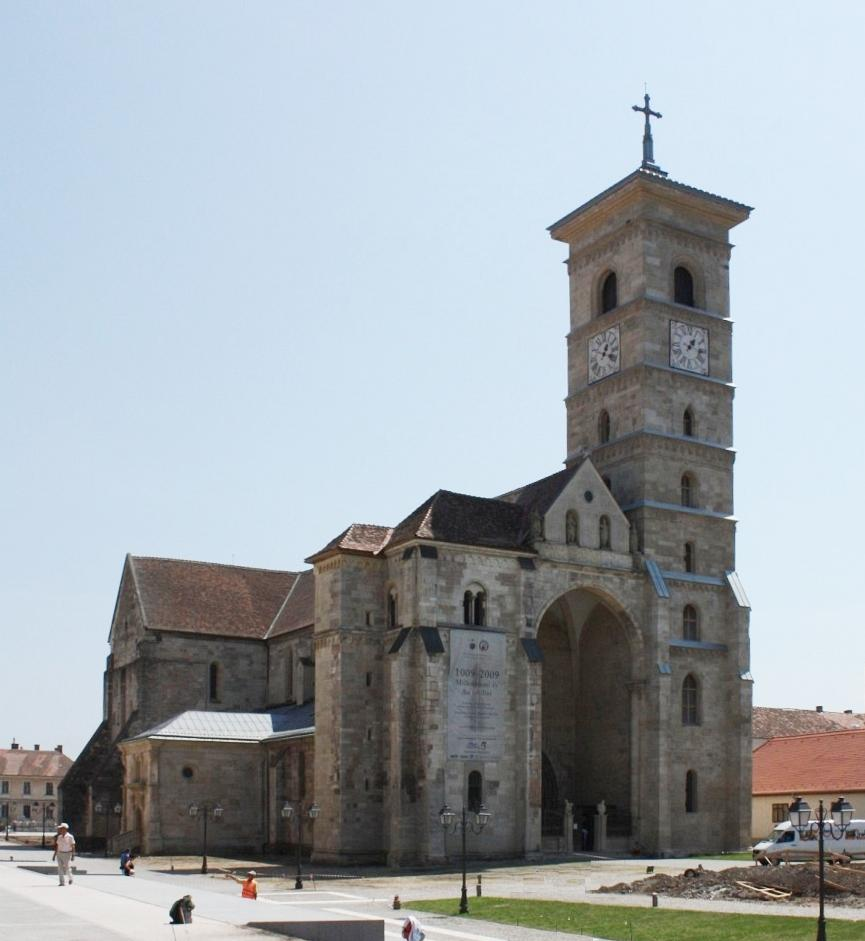
Catedrala romano-catolică din Alba Iulia
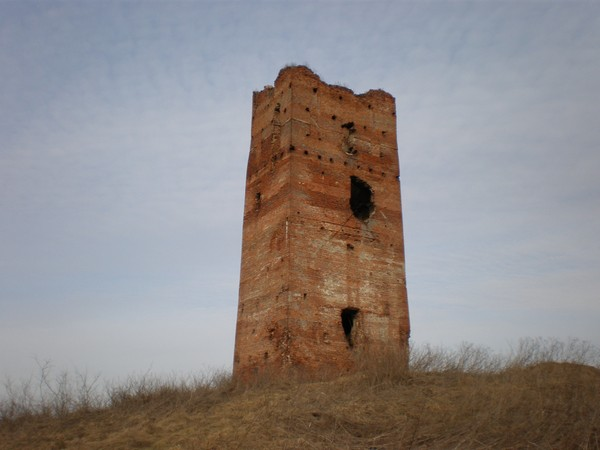
Donjonul Cheresig
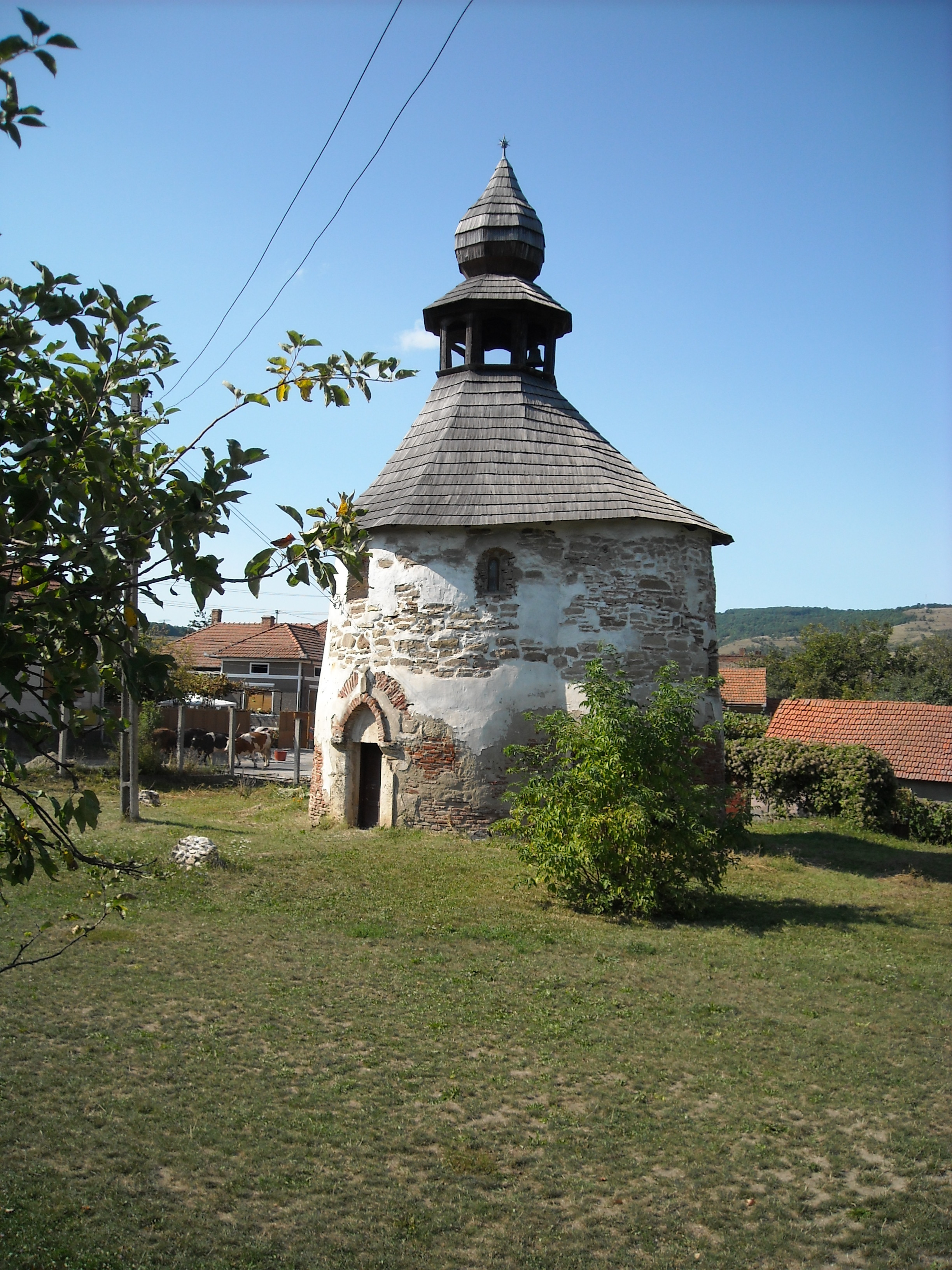
Rotonda din Geoagiu
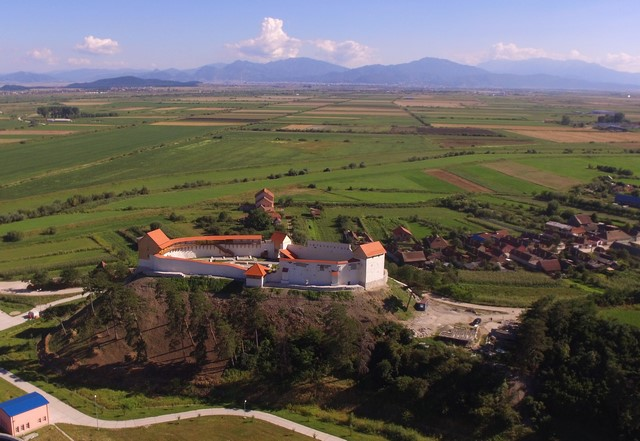
Cetatea Feldioara
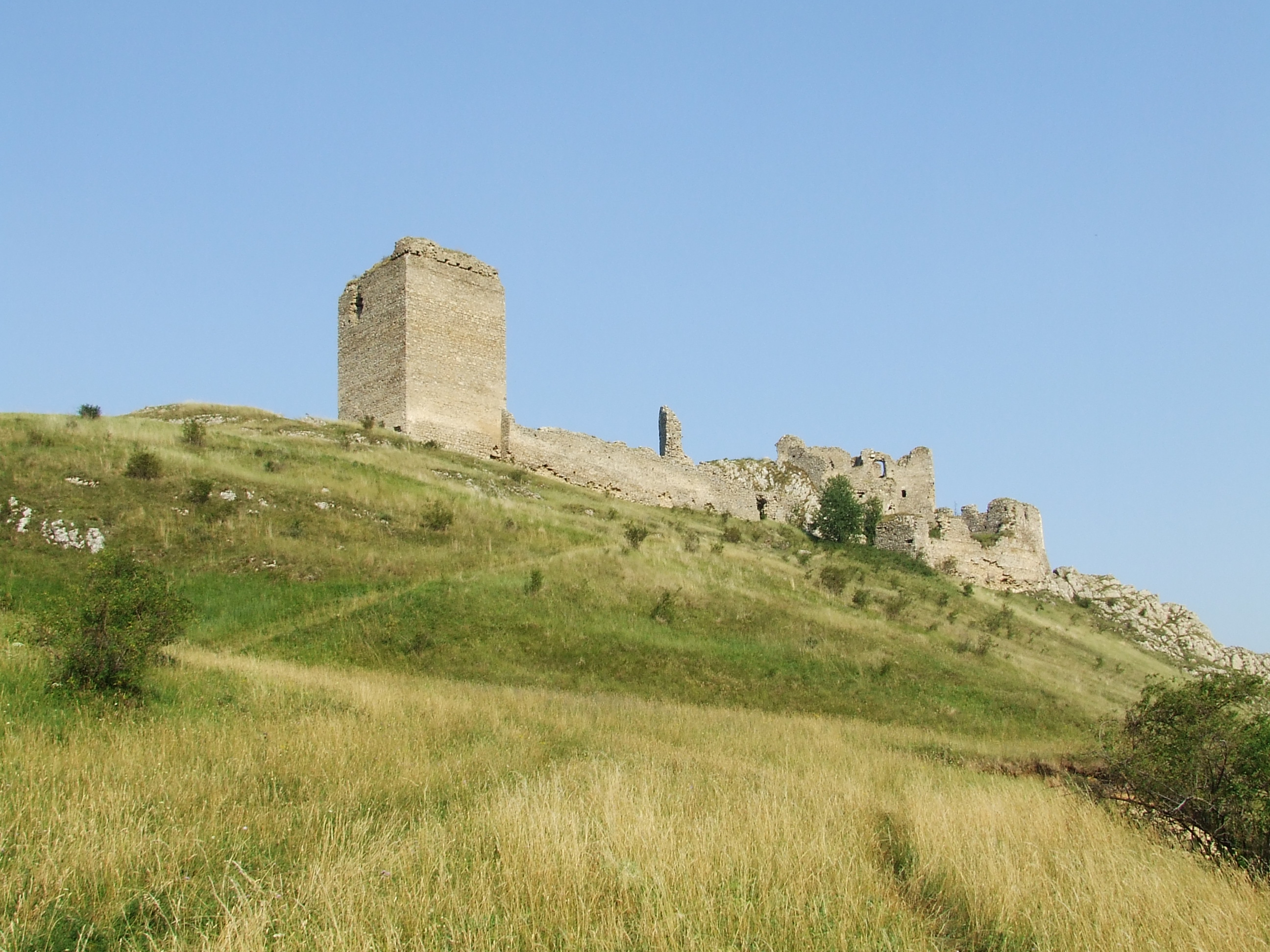
Cetatea Trascăului
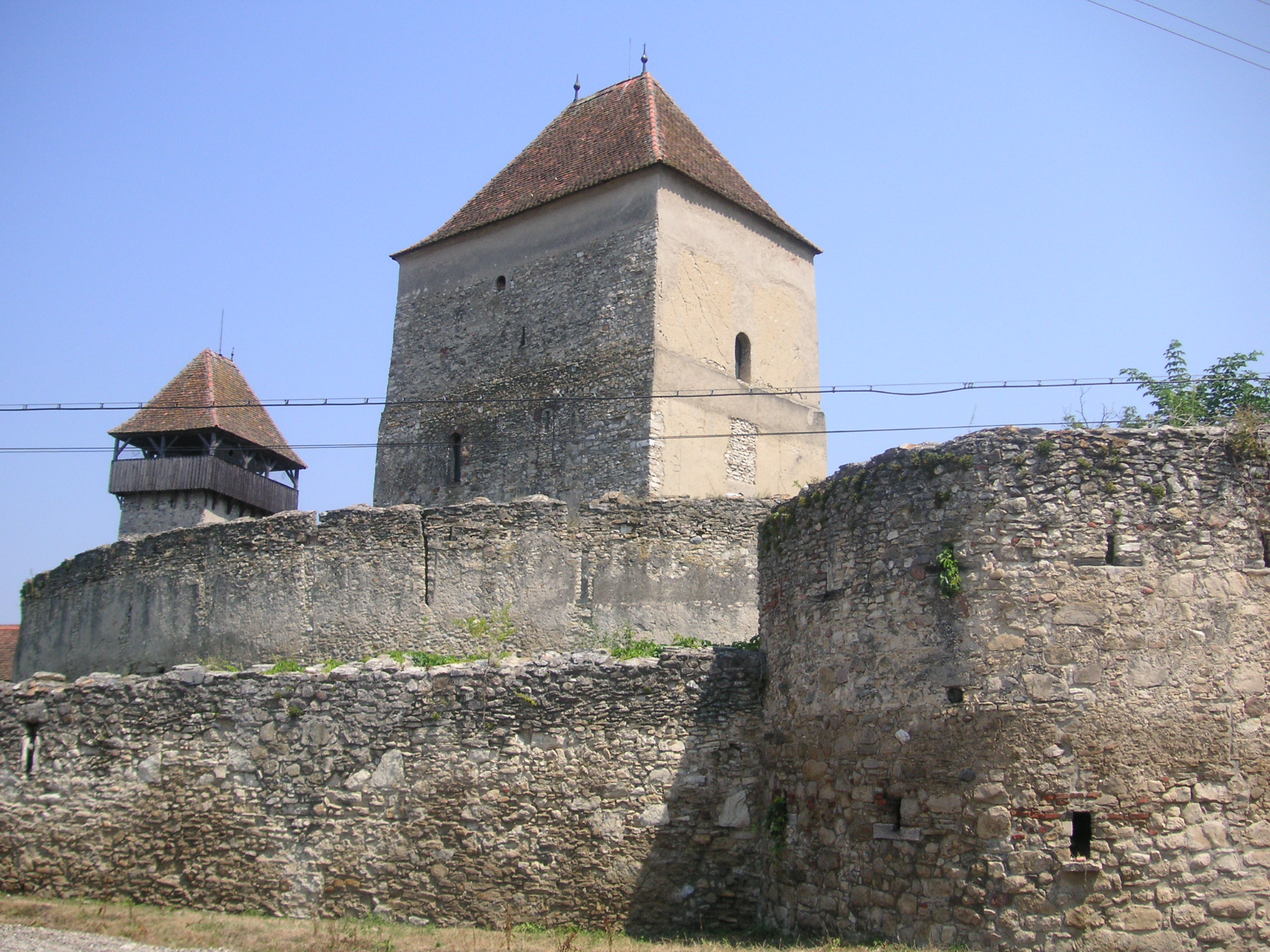
Cetatea Câlnic
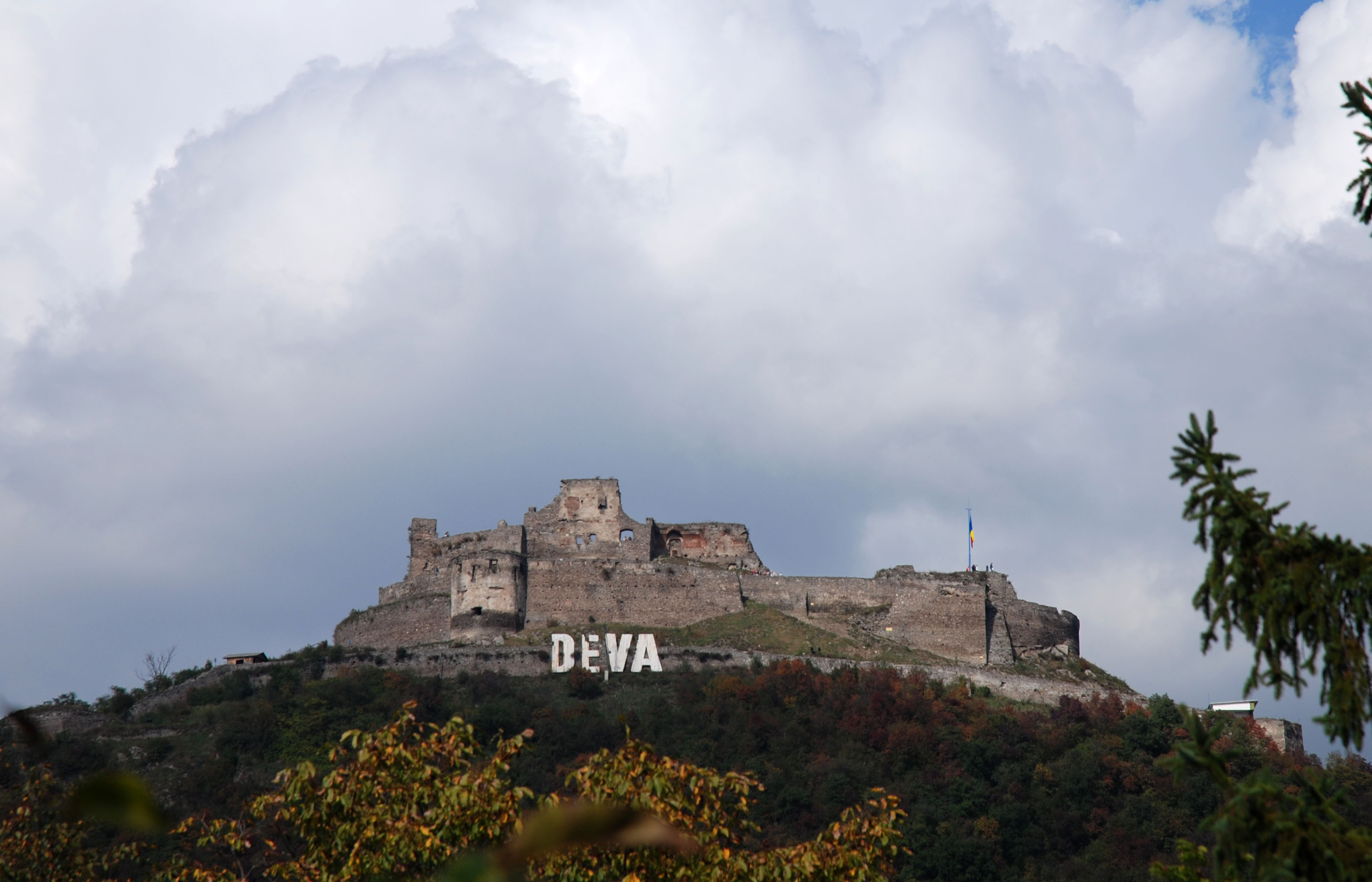
Cetatea Deva
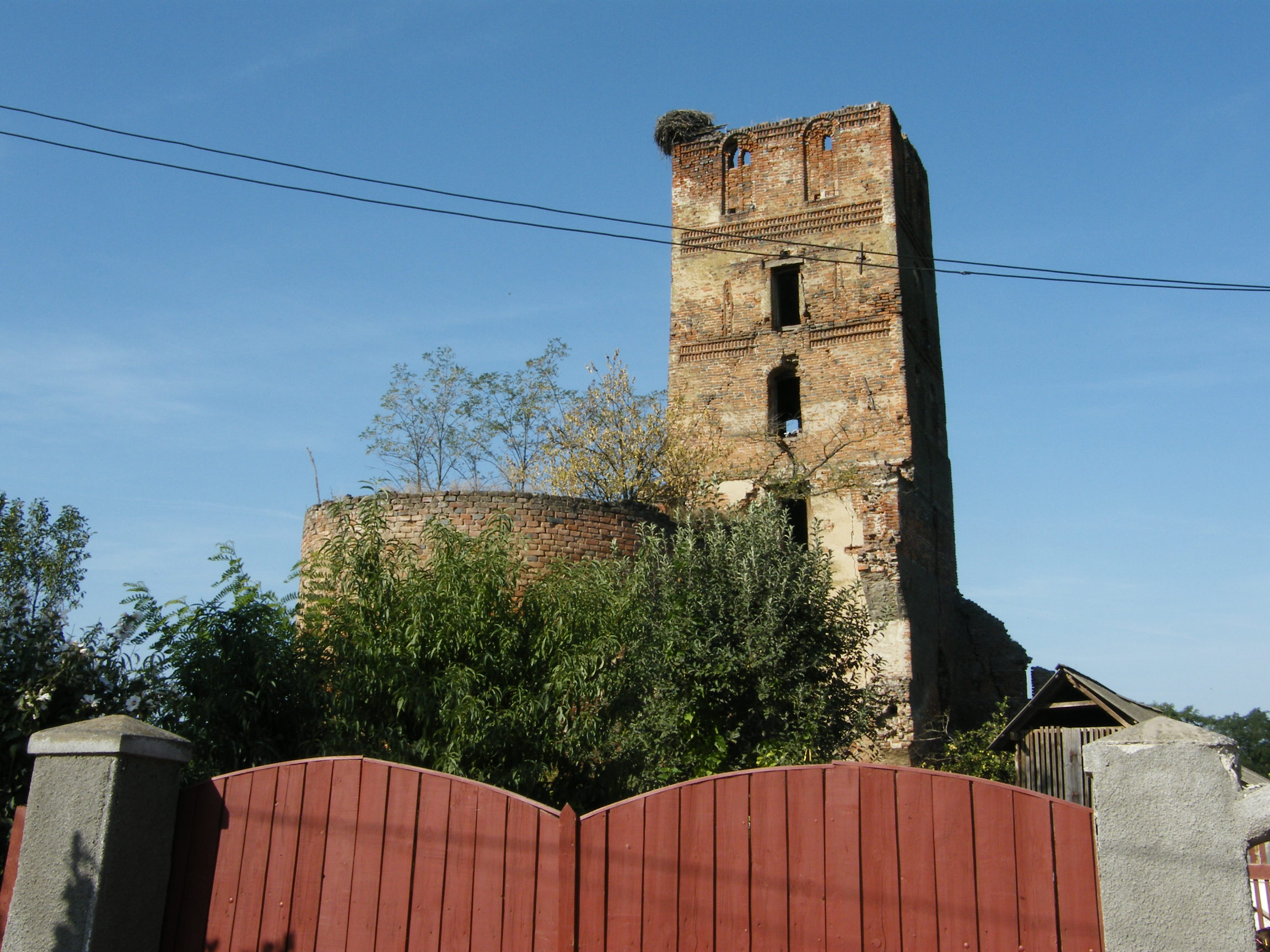
Bazilica din Tămașda
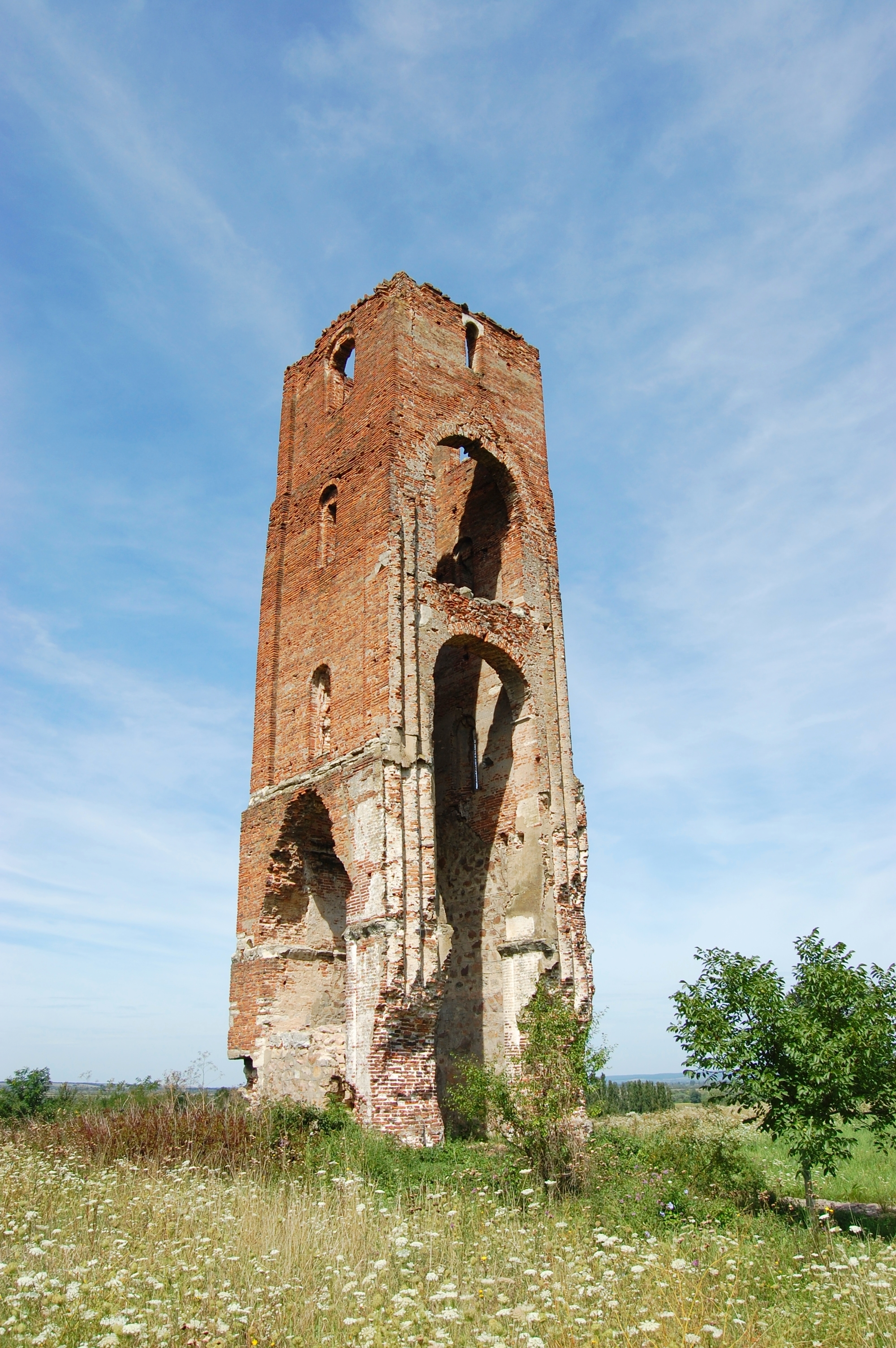
Ruinele complexului monastic de la Sânnicolau de Beiuș